# Experimentación con animales en la Universidad de Washington
La Universidad de Washington practica la experimentación con animales para una diversidad de finalidades, incluidas las pruebas biomédicas y la preparación de paramédicos. Las pruebas son realizadas por profesores de diferentes departamentos de la universidad y se realizan en animales, incluidos perros, conejos, primates, cerdos, ovejas, jerbos, gatos monteses, hurones y coyotes. Las pruebas en primates se realizan a través del Centro Nacional de Investigación de Primates de Washington, que se encuentra en el campus. Los experimentos con animales en la UW son supervisadas por el Comité Institucional de Cuidado y Uso de Animales (IACUC) de la universidad.

## Uso de cerdos vivos.

### Entrenamiento paramédico
UW utiliza cerdos vivos para entrenar a los paramédicos para realizar un procedimiento quirúrgico de las vías respiratorias, en el que se corta el cuello de una persona para crear una vía respiratoria de emergencia. Esta práctica ha recibido críticas de varias personas y organizaciones, incluido el Comité de Médicos por la Medicina Responsable (PCRM), miembros de la Cámara de Representantes de Washington, estudiantes de la Universidad de Washington y la paramédica Cindy Coker. El PCRM anunció que cada año la UW utiliza de 20 a 40 cerdos para este entrenamiento, posteriormente los cerdos son sacrificados. En enero de 2017, ocho integrales de la Cámara de Representantes de Washington enviaron una carta a UW solicitando que contemplaran sustituir los procedimientos en cerdos con otras técnicas.

### Entrenamiento quirúrgico
En 2019, la facultad de medicina de la UW continuó con el uso de cerdos vivos para la educación quirúrgica luego de una interrupción de cinco años. Esta decisión fue desacreditada por el Comité de Médicos por la Medicina Responsable, así como por la catedrática de la UW, Lisa Jones-Engel.

## Incidentes y controversias

### Incidentes de laboratorio
De 2011 a 2012, un miembro de un equipo de investigación se olvidó de administrar analgésicos apropiados a treinta conejos. El 5 de febrero de 2013, el mismo sujeto infringió el protocolo al administrar anestesia a otro conejo de manera incorrecta durante la cirugía.
En 2013, se descubrió una pelvis fracturada en un conejo, lo que provocó parálisis y eutanasia. A pesar de que el laboratorio afirmó no tener explicación, se reveló que un técnico había tocado al animal el día anterior, y una necropsia indicó que la lesión aconteció ese día.
En febrero de 2014, el USDA descubrió que un conejillo de indias había muerto luego de recibir un analgésico impropiamente después de una operación, tres días antes.

### Demanda de confidencialidad de membresía de IACUC
En 2022, debido a la influencia del grupo de derechos de los animales PETA, la Universidad de Washington acordó hacer públicos los nombres de los miembros del Comité Institucional de Cuidado y Uso de Animales (IACUC) de la UW. En respuesta, los miembros de IACUC, dirigidos por la presidenta de IACUC, Jane Sullivan, demandaron a la UW manifestando que la divulgación pública de sus nombres pondría en riesgo su seguridad. La exmiembro de UW IACUC, Lisa Jones-Engel, criticó el intento de mantener los nombres en privado. La exmiembro de la UW IACUC, Lisa Jones-Engel, desaprobó el intento de mantener los nombres en privado. Jones-Engel sostuvo que ocultar los nombres le permite a la UW encubrir el hecho de que la IACUC tiene una composición irregular y tiene una fuerte inclinación hacia la promoción de la experimentación con animales. En abril de 2022, un juez de distrito de EE. UU. emitió una orden judicial preliminar que negaba la divulgación de los nombres de los miembros de IACUC.

## Centro de investigación y cuidado de animales (ARCF)
Una cantidad muy grande de pruebas con animales en la UW se lleva a cabo en el Animal Research and Care Facility (ARCF), que se localiza en el extremo sur del campus de la UW Seattle en NE Pacific St.

### Desarrollo
El 14 de noviembre de 2013, la Junta de directores de la UW aprobó por unanimidad los métodos para un nuevo laboratorio de experimentos con animales. La instalación se valoró inicialmente en $ 123,5 millones. En enero de 2017, la Junta de directores aprobó $18,5 millones adicionales para concluir la construcción.
El avance del laboratorio fue protestado por activistas por los derechos de los animales. Se originaron varias protestas durante la construcción del laboratorio, con una gran protesta de aproximadamente 500 personas el 25 de abril de 2015.
En 2015, un caso del Tribunal Superior del Condado de King reveló que la junta de gobierno de la UW, la Junta de directores, infringió la ley de Reuniones Públicas Abiertas de Washington al debatir el nuevo laboratorio de animales en la casa del presidente de la UW. El juez decretó que la Junta de directores violó la ley en 24 ocasiones entre 2012 y 2014, al hablar sobre el laboratorio de animales y otros asuntos durante la cena.

## enlaces externos
- Página de inicio del Centro de investigación y cuidado de animales (ARCF)
- Página de inicio del Comité Institucional de Cuidado y Uso de Animales de la UW (IACUC)

- Datos: Q104844608